# Léon Marchand
Léon Marchand (Tolosa, 17 maggio 2002) è un nuotatore francese, specializzato negli stili farfalla, rana e misti.
Ha vinto quattro ori ai Giochi olimpici estivi di Parigi 2024 nei 400 m misti, nei 200 m misti, nei 200 m farfalla e nei 200 m rana, realizzando il record olimpico in ciascuna disciplina. Detiene il primato mondiale sia nei 200 m misti (1'52"69) sia nei 400 m misti (4'02"50).

## Biografia
È figlio dei nuotatori Xavier Marchand e Céline Bonnet, e nipote di Christophe Marchand. È allenato da Bob Bowman.
Marchand inizia a nuotare all’età di 6 anni nel club dei Delfini del TOEC (Dauphins du TOEC). Si allena nel club di Tolosa sotto la guida dell’allenatore Nicolas Castel fino al 2021.
Ha rappresentato la Francia ai Giochi olimpici estivi di Tokyo 2020, classificandosi quattordicesimo nei 200 metri farfalla, diciottesimo nei 200 metri misti e sesto nei 400 metri misti. Nella staffetta 4x100 metri misti ha ottenuto il decimo posto.
Ai mondiali di Budapest 2022 vince l'oro nei 200 e 400 metri misti: durante la finale dei 400 metri misti stabilisce il record europeo. Conquista la medaglia d'argento nei 200 metri farfalla, in quest'ultima specialità superato dall'ungherese Kristóf Milák. A luglio migliora il record nazionale nei 200 metri rana col tempo di 2'08"76, battendo il precedente che risaliva al Giochi olimpici del 2008. Decide di non partecipare agli Europei di nuoto, tenutisi a Roma.
L'anno seguente prende parte ai mondiali di Fukuoka 2023 conquistando l'oro nei 400 metri misti e riesce a stabilire il nuovo record mondiale della disciplina con il tempo di 4'02"50, superando il precedente primato detenuto dallo statunitense Michael Phelps, conquistato ai Giochi olimpici del 2008. In questo campionato vince anche la prova dei 200 farfalla e dei 200 metri misti, stabilendo in quest’ultima anche il record europeo.
Nel 2024 prende parte ai Giochi olimpici casalinghi di Parigi, durante i quali si afferma come uno dei protagonisti di spicco della rassegna: conquista infatti la medaglia d'oro nei 400 m misti (con il crono di 4'02"95), nei 200 m farfalla (1'51"21), nei 200 m misti (1'54"06) e nei 200 m rana (2'05"85), siglando peraltro quattro nuovi record olimpici e due record europei, nei 200 metri rana e nei 200 metri misti. Con i compagni di staffetta trova anche il bronzo nella 4x100 metri misti con il crono di 3'28"38, nuovo record nazionale francese.
Il 1º novembre 2024, nella terza tappa della Coppa del Mondo a Singapore, ha realizzato il primato mondiale dei 200 m misti in vasca corta grazie al tempo di 1'48"88, migliorando il record di 1'49"63 appartenente a Ryan Lochte dal 2012. Il 30 luglio 2025 firma il nuovo record mondiale nei 200 metri misti in vasca lunga nelle semifinali dei mondiali di Singapore, con il crono di 1'52"69; il giorno seguente sale sul gradino più alto del podio. Il 3 agosto si ripete vincendo la medaglia d'oro nei 400 metri misti e ottenendo anche un argento nella 4x100 metri misti.

## Palmarès
| Anno | Manifestazione     | Sede      | Evento         | Risultato | Prestazione | Note   |
| ---- | ------------------ | --------- | -------------- | --------- | ----------- | ------ |
| 2019 | Europei giovanili  | Kazan'    | 200 m rana     | Bronzo    | 2'12"17     |        |
| 2019 | Europei giovanili  | Kazan'    | 200 m misti    | Bronzo    | 4'17"22     |        |
| 2019 | Mondiali giovanili | Budapest  | 400 m misti    | Bronzo    | 4'16"37     |        |
| 2021 | Europei            | Budapest  | 200 m rana     | 28º B     | 2'13"40     |        |
| 2021 | Europei            | Budapest  | 200 m farfalla | 17º SF    | 1'57"77     |        |
| 2021 | Europei            | Budapest  | 400 m misti    | dns       | dns         |        |
| 2021 | Giochi olimpici    | Tokyo     | 200 m farfalla | 14º SF    | 1'55"68     |        |
| 2021 | Giochi olimpici    | Tokyo     | 200 m misti    | 18º B     | 1'58"30     |        |
| 2021 | Giochi olimpici    | Tokyo     | 400 m misti    | 6º        | 4'11"16     |        |
| 2021 | Giochi olimpici    | Tokyo     | 4x100 m misti  | 10º B     | 3'33"41     |        |
| 2022 | Mondiali           | Budapest  | 200 m farfalla | Argento   | 1'53"37     |        |
| 2022 | Mondiali           | Budapest  | 200 m misti    | Oro       | 1'55"22     |        |
| 2022 | Mondiali           | Budapest  | 400 m misti    | Oro       | 4'04"28     |        |
| 2023 | Mondiali           | Fukuoka   | 200 m farfalla | Oro       | 1'52"43     |        |
| 2023 | Mondiali           | Fukuoka   | 200 m misti    | Oro       | 1'54"82     |        |
| 2023 | Mondiali           | Fukuoka   | 400 m misti    | Oro       | 4'02"50     |        |
| 2024 | Giochi olimpici    | Parigi    | 200 m rana     | Oro       | 2'05"85     |        |
| 2024 | Giochi olimpici    | Parigi    | 200 m farfalla | Oro       | 1'51"21     |        |
| 2024 | Giochi olimpici    | Parigi    | 200 m misti    | Oro       | 1'54"06     |        |
| 2024 | Giochi olimpici    | Parigi    | 400 m misti    | Oro       | 4'02"95     |        |
| 2024 | Giochi olimpici    | Parigi    | 4x100 m misti  | Bronzo    | 3'28"28     |        |
| 2025 | Mondiali           | Singapore | 200 m misti    | Oro       | 1'53"68     | [ 16 ] |
| 2025 | Mondiali           | Singapore | 400 m misti    | Oro       | 4'04"73     |        |
| 2025 | Mondiali           | Singapore | 4x100 m misti  | Argento   | 3'27"96     |        |

### Altre competizioni
- Vincitore della Coppa del Mondo nel 2024

## Riconoscimenti
- World Swimmer of the Year: 2023, 2024[17]
- European Swimmer of the Year: 2023, 2024[17]
- Atleta dell'anno World Aquatics: 2024[18]
- LEN Award: 2024